# Afrocloetus gibbosus
Afrocloetus gibbosus là một loài bọ cánh cứng trong họ Hybosoridae. Loài này được Petrovitz miêu tả khoa học năm 1968.